# Xenoblade Chronicles
Cette page contient des caractères spéciaux ou non latins. S’ils s’affichent mal (▯, ?, etc.), consultez la page d’aide Unicode.
Cet article concerne la série de jeux vidéo. Pour le jeu vidéo, voir Xenoblade Chronicles (jeu vidéo).
 (juin 2022).
Si vous disposez d'ouvrages ou d'articles de référence ou si vous connaissez des sites web de qualité traitant du thème abordé ici, merci de compléter l'article en donnant les références utiles à sa vérifiabilité et en les liant à la section « Notes et références ».
Xenoblade Chronicles ou Xenoblade (ゼノブレイド, Zenobureido) au Japon est une série de jeux vidéo créée par Tetsuya Takahashi en 2010 et développée par le studio Monolith Soft. Elle est composée de quatre jeux en 2024. Les jeux de la série s'illustrent notamment par leur durée de vie conséquente et par ses univers, avec généralement des zones gigantesques à explorer.

## Univers
La série des Xenoblade se déroule généralement dans des mondes au sein desquels différents peuples vivent sur des créatures gigantesques, vivantes ou fossilisées, appelées "titans". Sur ces titans se sont développées des civilisations entières, avec des villes, des montagnes, de la faune terrestre, marine ou aérienne. Les jeux proposent ainsi des régions immenses à explorer, avec des panoramas parfois vertigineux. 
Dans le premier Xenoblade Chronicles, les peuples sont répartis sur deux titans fossilisés, Bionis et Mékonis. 
Dans Xenoblade Chronicles 2, les peuples vivent cette fois dans le monde d'Alrest, un archipel composé d'une dizaine de titans, de taille un peu plus réduite mais cette fois vivants dont les noms de la version japonaise font références aux 7 péchés capitaux.
Dans Xenoblade Chronicles 3, Aionios est le résultat de la fusion des mondes des précédents jeux.

## Peuples
Il existe généralement deux peuples principaux qui cohabitent, les humains, et les nopons, de petites créatures poilues adoptant un langage généralement enfantin, ce qui sera décrit dans Xenoblade 2 comme une manœuvre afin d'attendrir les humains dans le but de faciliter les affaires, les nopons ayant la particularité d'être portés sur le commerce. D'autres familles de populations existent, plus ponctuellement, comme les machinas, ou les hayenthes par exemple. Il existe aussi une faune très variée, avec parfois des monstres gigantesques, pouvant se balader tout près d'autres créatures minuscules.

## Liste des jeux
| 2010 | Xenoblade Chronicles                               |
| 2011 |                                                    |
| 2012 |                                                    |
| 2013 |                                                    |
| 2014 |                                                    |
| 2015 | Xenoblade Chronicles 3D                            |
| 2015 | Xenoblade Chronicles X                             |
| 2016 |                                                    |
| 2017 | Xenoblade Chronicles 2                             |
| 2018 | Xenoblade Chronicles 2: Torna - The Golden Country |
| 2019 |                                                    |
| 2020 | Xenoblade Chronicles: Definitive Edition           |
| 2021 |                                                    |
| 2022 | Xenoblade Chronicles 3                             |
| 2023 | Xenoblade Chronicles 3: Future Redeemed            |
| 2024 |                                                    |
| 2025 | Xenoblade Chronicles X: Definitive Edition,        |

- Série principale
- Remake, remaster
- DLC
- À venir